# مغاک و آونگ
«مغاک و آونگ» (به انگلیسی: The Pit and the Pendulum) که در فارسی با عنوان «پاندول و چاه» و «چاه و آونگ» نیز شناخته می‌شود، نام داستان کوتاهی است از ادگار آلن پو، نویسندهٔ آمریکایی، که نخستین بار در سال ۱۸۴۲ چاپ شده‌است و داستان مردی را روایت می‌کند که از سوی دادگاه تفتیش عقاید اسپانیا محکوم به مرگ شده و او که خود راوی داستان نیز می‌باشد به بیان لحظه به لحظهٔ شکنجه‌های روحی و جسمی‌ای می‌پردازد که در سیاهچالی تاریک دارد بر او تحمیل می‌شود تا او را به کام مرگ بکشاند.
داستان مغاک و آونگ با وجودی که از نظر تاریخی درست نمی‌باشد از آن جهت تأثیرگذار است که با حواس خواننده سر و کار داشته و حس وحشت را در وجود او برمی‌انگیزد و این موردی است که کمتر در آثار پو که بیشتر نیروهای ماوراءالطبیعه را به خدمت می‌گیرد می‌توان مشاهده نمود.

## خلاصه داستان
داستان در دوران تفتیش عقاید مذهبی اسپانیا اتفاق می‌افتد. راوی داستان، مردی است بی‌نام که از سوی دادگاه و توسط قاضیان بیدادگر آن محکوم به مرگ شده‌است و او که کوچکترین سرنخی از چرایی دستگیری و محکومیتش به خواننده نمی‌دهد به مکانی تنگ و تاریک افکنده می‌شود. مرد در ابتدا چنین گمان می‌برد که درون گوردخمه‌ای زندانی شده‌است ولی پس از لحظاتی درمی‌یابد که درون یک سلول نمناک است. او تصمیم می‌گیرد که مساحت زندانش را با اندازه گرفتن دیوارهای آن به کمک تکه‌ای از لباس خود به دست بیاورد ولی پیش از اتمام کار بیهوش می‌شود.
وقتی به هوش می‌آید می‌بیند که مقداری غذا و آب در کنارش قرار داده شده‌است. او دوباره برمی‌خیزد و اقدام به اندازه‌گیری پیرامونش نموده و درمی‌یابد که مساحت اتاق ۱۰۰ قدم می‌باشد. در حالی که دارد در سلول تاریک گام برمی‌دارد پایش گیر کرده و بر زمین می‌افتد و درمی‌یابد که در میان اتاق گودال عمیقی وجود دارد که اگر به درون آن سقوط می‌کرد مرگش حتمی بود. در این لحظه او بار دیگر بیهوش می‌شود.
هنگامی‌که به هوش می‌آید می‌بیند که نور خفیفی سلول را روشن کرده و او نیز به تخته‌ای چوبی با طناب بسته شده‌است. با وحشت به بالای سرش می‌نگرد و نقاشی پدر زمان را بر سقف می‌بیند که آونگ عظیم داس مانندی را در دست دارد که به آرامی در نوسان است. اما آونگ ثابت نیست و در هر نوسان پایینتر می‌آید تا به مرد نزدیک شده و او را بکشد. مرد در صدد نجات خویش برمی‌آید و با مالیدن ماندهٔ غذای خود بر طناب، موفق به جلب توجه موش‌ها و جویده شدن طناب توسط آن‌ها شده و درست کمی پیش از دریده شدن سینهٔ خود توسط آونگ خود را از مرگ حتمی می‌رهاند. اما در این لحظه به ناگاه حرکت آونگ متوقف شده و به بالا کشیده می‌شود و زندانی درمی‌یابد که تمامی حرکات او زیر نظر قرار دارد.
ناگهان دیوارهای سلول داغ شده و به رنگ قرمز درآمده و به سوی مرکز سلول به حرکت درمی‌آیند. مرد در نور تابیده شده به درون سلول که اینک دریافته‌است از آتش برافروخته شده در پشت دیوارها منشأ گرفته‌است به درون گودال می‌نگرد و از دیدن آنچه که درون آن است و نویسنده هیچ توضیحی دربارهٔ چیستی آن به خواننده نمی‌دهد چنان وحشت‌زده می‌شود که می‌گوید هر مرگی به جز افتادن به درون گودال و سعی می‌کند از آن فاصله بگیرد. اما دیوارهای سوزان به او نزدیک شده‌اند و دیگر جای پایی برای او باقی نمانده است. درست در لحظه‌ای که مرد دارد به درون گودال دهشتناک سقوط می‌کند، صدای انسان‌هایی را می‌شنود، دیوارها به ناگاه به عقب کشیده شده و دستی او را می‌گیرد. ارتش فرانسه وارد تولیدو شده و دادگاه تفتیش عقاید اینک در دست دشمنان آن است.